# Carrazeda de Ansiães (gemeente)
Carrazeda de Ansiães is een plaats en gemeente in het Portugese district Bragança.
De gemeente heeft een totale oppervlakte van 279 km² en telde 7642 inwoners in 2001.

## Plaatsen in de gemeente
- Amedo
- Beira Grande
- Belver
- Carrazeda de Ansiães
- Castanheiro (Carrazeda de Ansiães)
- Fonte Longa
- Lavandeira
- Linhares
- Marzagão
- Mogo de Malta
- Parambos
- Pereiros
- Pinhal do Norte
- Pombal
- Ribalonga
- Seixo de Ansiães
- Selores
- Vilarinho da Castanheira
- Zedes

Alfândega da Fé · Bragança · Carrazeda de Ansiães · Freixo de Espada à Cinta · Macedo de Cavaleiros · Miranda do Douro · Mirandela · Mogadouro · Torre de Moncorvo · Vila Flor · Vimioso · Vinhais